# Чудница
Чудница (укр. Чудниця) — село, входит в Гощанскую поселковую общину Ровненского района Ровненской области Украины.
Население по переписи 2001 года составляло 602 человека. В 2020 году в селе проживало около 600 человек. Почтовый индекс — 35425. Телефонный код — 3650. Код КОАТУУ — 5621283203.